# Charix
Charix település Franciaországban, Ain megyében. Lakosainak száma 280 fő (2022. január 1.). Charix Apremont, Échallon, Nantua, Les Neyrolles, Oyonnax, Plagne, Le Poizat-Lalleyriat és Saint-Germain-de-Joux községekkel határos.

## Népesség
A település népességének változása:
| Lakosok száma | 230  | 254  | 261  | 289  | 284  | 285  | 285  | 282  | 279  | 280  |
|               | 1968 | 1982 | 1990 | 2006 | 2013 | 2015 | 2017 | 2019 | 2020 | 2022 |